# 聖母マリアの汚れなきみ心
聖母マリアの汚れなきみ心（せいぼマリアのけがれなきみこころ:英語The Immaculate Heart of Mary、仏語Cœur immaculé de Marie、ドイツ語Unbeflecktes Herz Mariä　聖母の汚れなきみ心）はカトリック教会における信心業の一つであり、この名称は、聖母マリアの喜びや悲しみ、聖母マリアの美徳や秘められてきた人間としての完全さ、そしてとりわけ処女性を持って神なる父を愛したこと、御子イエスキリストへの母なる愛情、そして全人類を思いやる心といったマリアの内的生活を言い表すものとされてきた。
東方正教会は時折、マリアの汚れなきみ心と関連した聖画、信心、そして神学理論を取り入れてきた。しかしながら、このことは、いくつかの論争を引き起こし、典礼がラテン化した形だとみるものも出てきた。カトリック教会のマリア神学を元とした見解は、ローマ教皇ヨハネ・パウロ2世が表した使徒的書簡「おとめマリアのロザリオ」によって例示されている。
「聖母の七つの悲しみ」に敬意を払い、聖母マリアの御心は伝統的に、7つの剣などで突き刺されたイメージで描かれる。薔薇やその他の花々も聖母マリアの御心を包むことが多い。
なお、日本語の表記ではイエスのみ心に関しては「聖心」、マリアのみ心に関しては「御心」と区別して書く。(どちらも読み方は「みこころ」)

## 崇敬
マリアの御心への崇敬は、イエスキリストの聖心への崇拝との類似点がある。しかしながら、イエスの聖心に対する信心は、人類への愛に溢れるイエスの聖心そのものに直接行われるが、聖母マリアに対する信心は父なる神やイエス・キリストに向かったマリアの御心による愛を呼び込むものである。この点において双方の違いがある。もう一つの相違点として、双方の信心そのものの性格の違いが挙げられる。イエスの聖心に対する信心において、カトリック教会はキリストの愛に答える愛という意味で崇敬する。マリアの御心に対する信心においては、研究と模倣が愛と同じぐらいの割合で重要な位置を占める。マリアの御心への信心の目的はマリアの御心を通じて神と人類を結びつけることであり、これを進める過程には奉献と償いの思いを含む 。このマリアの御心に対する信心は、マリアの御心と結びつき、そしてマリアの美徳をまねることによって、父なる神とイエス・キリストを今まで以上に愛することを目標としている。

## 信心の歴史

### 福音書の記述を基にしたもの
「ルカによる福音書」の第2章の中で、マリアは自分が経験したすべての出来事を心に秘めてきたこと、それら出来事を何度も熟考したであろうことが2度に渡って記載されている。ルカ書2章35節は、シメオンがマリアに予言した言葉によって、マリアは心臓を貫かれたように感じたことを詳細に記述している。このマリアが剣で心臓を貫かれているイメージは、「マリアの汚れなきみ心」を表現したもののうち最も普及している描法である。「ヨハネによる福音書」は、イエス・キリストの受難を描く中で、マリアがイエス・キリストの十字架の足元にいる姿を描写し、その時のマリアの心情に読み手の注意を引き付けている。ヒッポのアウグスティヌスはこのことについて、マリアはキリストの十字架の下で単に消極的だった訳でない、として、「イエス・キリストが慈悲を通じて行う人類の贖罪を、マリアも自ら苦しむことによりそれを共同で行った」としている。
ローマ教皇レオ1世は、マリアがイエスキリストを懐胎する以前から、信仰と愛を通じてイエスキリストを霊的に自分に宿していたのだとする 。ヒッポのアウグスティヌスの教えでは、マリアが実際に受肉としてキリストを宿したことよりも自分の心の中でキリストを受け入れ、宿したことにより、祝福されたのだとされる。

### 聖人等によるもの

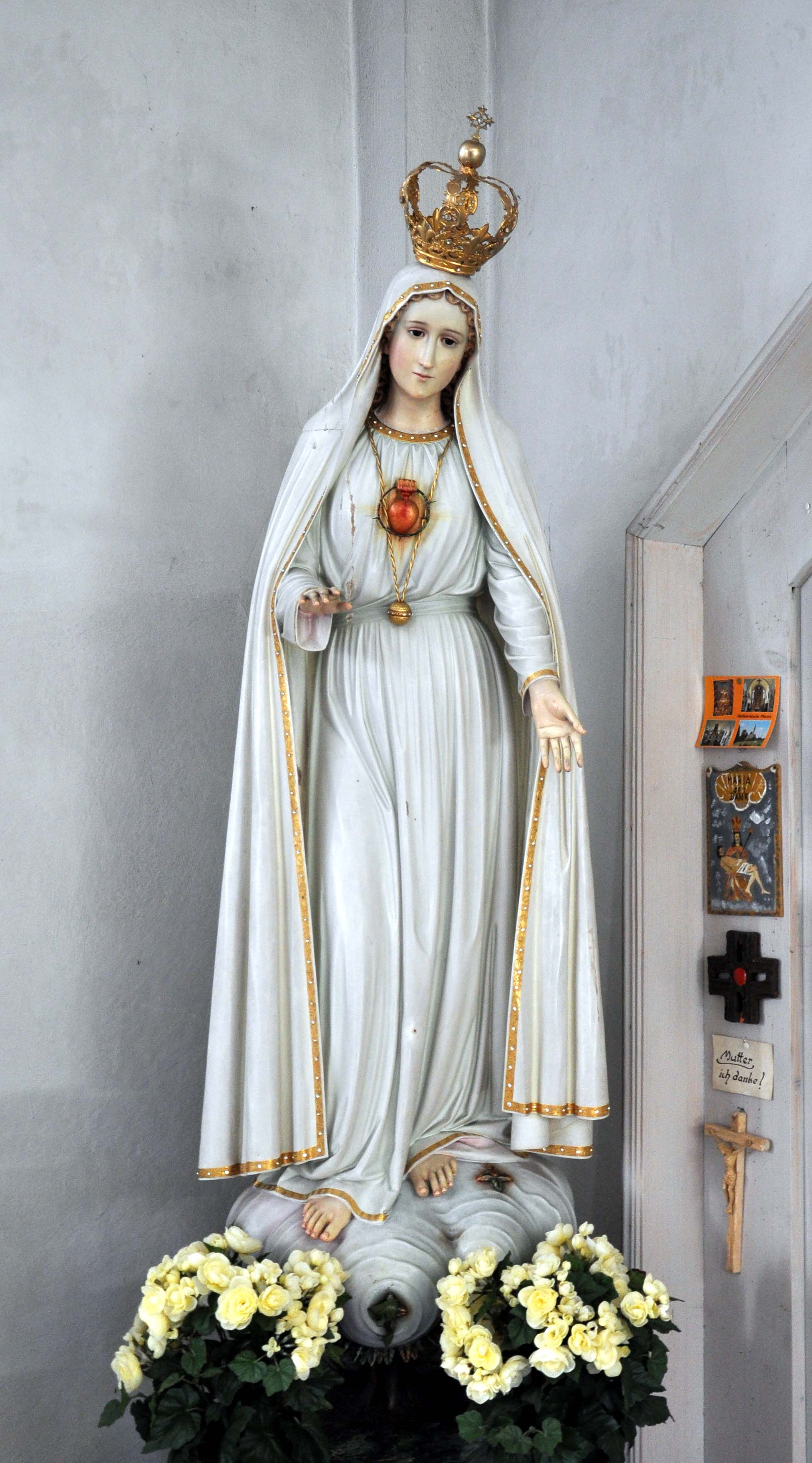
ルシア・ドス・サントスによって描写されたマリアの汚れなきみ心

マリアの御心への信心業は中世のカンタベリーのアンセルムスや クレルヴォーのベルナルドゥスなどのような聖人によって始められた。そしてこの信心業はメヒティルドや大聖ゲルトルード、そしてスウェーデンのビルギッタといった聖人たちによって実践され、そしてこれらの聖人により発展していった。このことの形跡は、「アヴェ・マリアの祈り」や 「元后あわれみの母への祈り」による敬虔な祈りの業の中に見ることができる。また、リチャード・デ・サンローランが、13世紀にルーアンの刑務所で書いた「聖なる乙女マリアへの賛美」(De laudibus B. Mariae Virginis)という非常に大きな著作にもそのことが表されている。なお、上記の「アヴェ・マリアの祈り」、「元后あわれみの母への祈り」は、通常、ルッカのアンセルムス(en:Anselm of Lucca)か、クレルヴォーのベルナルドゥスのどちらかによるものとされている。
話は少し前後するが、マリアの認める心への信心業に、「マリアの喜びと悲しみへの信心」がトマス・ベケット により加えられた。そしてヘルマン・ヨーゼフ(Hermann Joseph)もまた自分のマリアに対する信心業にこれを取り入れ、その後にスウェーデンのビルギッタによる「黙示録の本」にもこのことが書かれている。シエナのバーナディーノ(en:Bernardino of Siena)は「マリアの御心の博士」と呼ばれることがある。カトリック教会がマリアの御心の祝日に第2夜課の祈りの業としてマリアの喜びと悲しみへの信心を取り入れているが、これはシエナのバーナディーノが始めたものである。フランシスコ・サレジオは、このマリアの御心の完全さ、神への愛の手本をテオティムス(Theotimos)へ捧げた著作の中で書き表している。
これと同じ時期に、マリアの御心に対する信心業を実践することについて、ニコラス・デ・ソウセィ（Nicolas du Saussay 1488年没）の著作・「アンティドータリウム」(Antidotarium)、ローマ教皇ユリウス2世、そしてランスペルギウス(en:Lanspergius)の著作・「矢筒」(Pharetra)にその記述を見出すことができる。16世紀の後半期や17世紀の前半期に、禁欲的な著作家たちにより、この信心業についてより大幅で詳しい著作物が書かれた。

## 聖母マリアの汚れなきみ心の祝日
この祝日の主な目的は、「マリアの霊的生活」の祝日と同じであり、10月19日にカトリック教会の修道会「聖スルピス会」によって祝われていた。この祝日は、神の母であるマリアの喜びと悲しみ、マリアの美徳と完全さ、マリアの父なる神や御子イエス・キリストへの愛、及びマリアの人類に対する哀れみからくる愛を記念して祝う。1643年には、ジャン・ウードとその後継者たちが、2月8日を聖母マリアの聖心の祝日として祝っていた。
ローマ教皇ピウス12世は1944年に「マリアの汚れなきみ心の祝日」を8月22日に祝うよう制定し、この日は伝統的な「聖母の被昇天」の大祝祭（オクターブ：8日間の祝祭）と重なっていた。1969年にローマ教皇パウロ6世がこの「聖母マリアの汚れなきみ心の祝日」を「イエスの聖心の祭日」の直後の土曜日に移行した。現在においては、これは聖霊降臨の祝日の後の3番目の土曜日であるとされている。
教皇パウロ6世はこれと同時に「聖母マリアの汚れなきみ心」の祝日と「イエスの聖心の大祝日」を密接に関連付けた。なお、教皇パウロ6世は、「天の元后聖マリアの祝日」を5月31日から8月22日に移行した。1962年版もしくはこれより17年以前の版による「ローマミサ典礼書」(en:Roman Missal)を使用する人々は、この祝日を5月31日と定めたピウス12世に従っている。これは、エクアドル共和国、修道会「聖霊修道会」、「イエズス・マリアの聖心会」、そして「マリアの御心の宣教会」の守護の記念日として続けられている。

## 関連する信心業

### 七つの悲しみ
詳細は「悲しみの聖母」参照
伝統的な「聖母マリアの汚れなきみ心」は七つの傷を負っているか、または七つの剣で貫かれている描写で表され、このことによりマリアの七つの悲しみに敬意を払う。 「マリアの七つの悲しみ」はカトリック教会における信心の中でも一般的に普及しているもので、この「マリアの七つの悲しみ」で構成される信心業の祈りが幾つかある。その中の一つの祈りに毎日、アヴェ・マリアの祈りを7回唱える、というものがある。「悲しみと汚れなきみ心のマリア」(Sorrowful and Immaculate Heart of Mary) という言葉は、フランシスコ会の世俗会員、ベルト・プティ(en:Berthe Petit)によって使われた言葉で、マリアの悲しみと、マリアの汚れなきみ心を指す。

### 不思議のメダイ

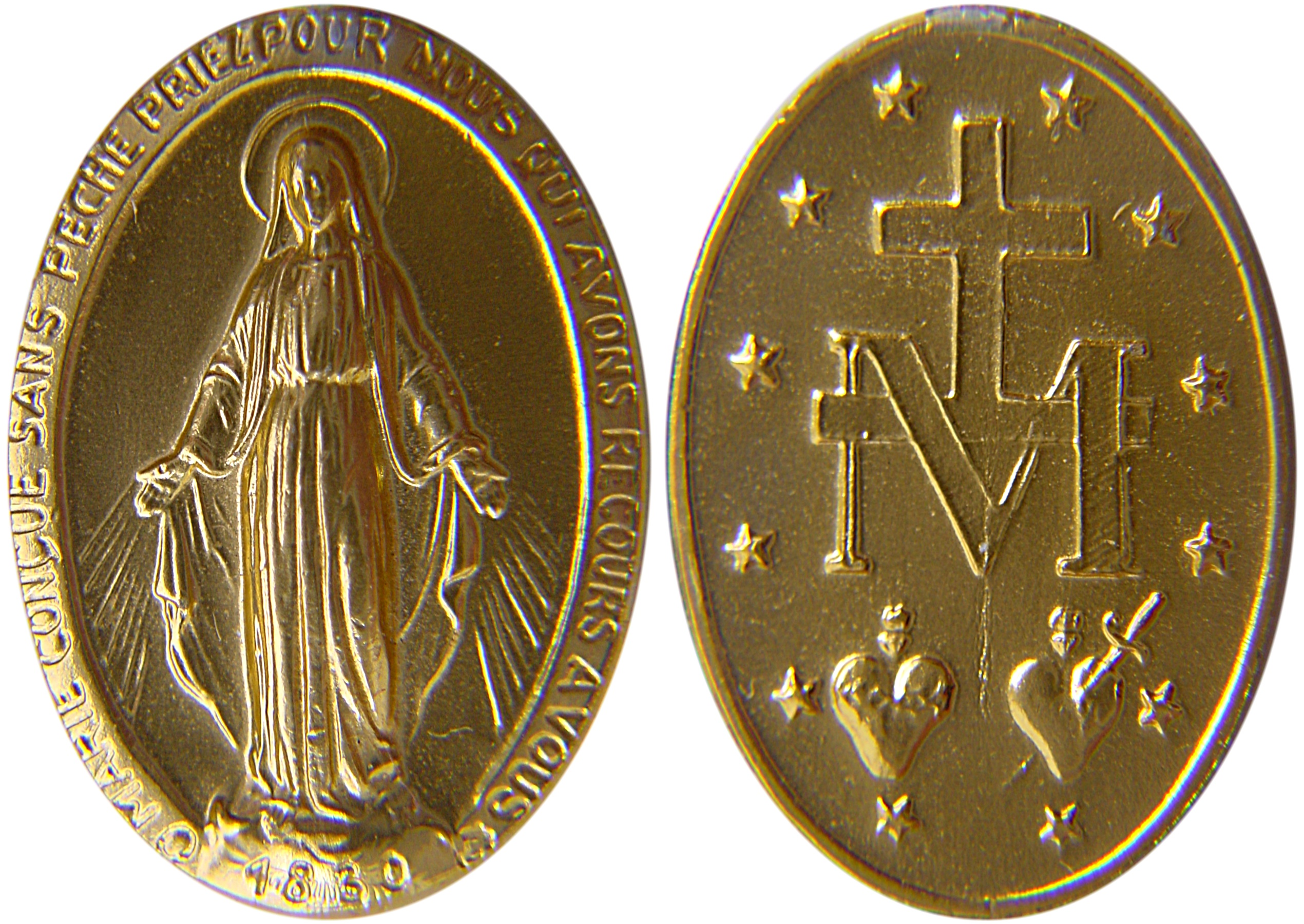
「聖母の汚れなきみ心」が剣で貫かれている図　「不思議のメダイ」の片面右下（写真右側の右下）に描かれている。

マリアの聖心への信心業は1830年にカトリーヌ・ラブレによって広められた「不思議のメダイ」により、大きく花開いた。「汚れなきみ心」はこの奇蹟のメダイにも描かれている。そこに描かれた図では、マリアの御心は 剣で貫かれている。イエスの聖心もまたそのメダイに描かれており、その聖心には、王冠と棘が共に描かれている。マリアの汚れなき御心は、メダイの右側に描かれている。なお、このメダイの2つのみ心は、聖母マリアが十字架に掛けられたイエス・キリストの足元にいる姿を示す。

### 聖土曜日の５つの諸行
ファティマの聖母 は、「聖母マリアの汚れなきみ心」に対して犯した罪の償いとして、初土曜日に次の信心業を5か月間に渡って行う者に対し、救いのために必要なすべての恵みをもって、その者の臨終の時に助けることを約束した。
- ゆるしの秘跡を受けること（初土曜日の前後の8日以内)
- 聖体拝領をすること
- ロザリオの祈りを５連唱えること
- ロザリオの玄義を黙想しながら15分間マリアと共にいること
- ロレトの連祷を数多く唱えること[14]

## 2つのみ心の契り
詳しくはイエスとマリアのみ心の契り(en:Alliance of the Hearts of Jesus and Mary)を参照
「イエスとマリアのみ心の契り」は、カトリック教会における「イエスキリストの聖心」と「聖母マリアの汚れなきみ心の信心業」の歴史的、神学的、そして霊的な結びつきを基にしている。2つのみ心への信心業を結合させたものは、17世紀にジャン・ウード(en:John Eudes)によって形作られた。ジャン・ウードは霊的、神学的そして典礼的な諸要素を信心業に関連付け、イエスとマリアのみ心を結合させた信心業についてカトリック教会の認可を受けた。これはマルグリット・マリー・アラコク がビジョンを受ける以前のことである。
18世紀そして19世紀に、様々な諸聖人の個人、または共同作業による努力によってこの信心業は大きくなった。この信心業に関わった聖人には、カトリック教会のマリア神学を発展させたグリニョンド・モンフォールがいる。また、カトリーヌ・ラブレによる不思議のメダイには、棘の冠をつけたイエスの聖心と剣に突き刺されたマリアの御心が共に描かれている。この信心業、そしてそれに関連する祈祷文は、20世紀のマキシミリアノ・コルベによる「けがれなき聖母への奉献の祈り」(en:Immaculata prayer)などに引き継がれている。また、ファティマの聖母が出現した時に報告された聖母のメッセージは、イエスの聖心がマリアの御心と共に賛美されることを望んでいることが語られている。
諸代のローマ教皇たちは、この2つみ心を結合させた信心業を個人または共同で行うことを数世紀に渡って支援した。ローマ教皇ピウス12世は自らの回勅「ハウリエティス・アクアス」（ラテン語 Haurietis aquas：あなたたちは水を汲む）において、この信心業を共同で行うことを強く勧めた。1979年にはローマ教皇ヨハネ・パウロ2世が自らの回勅「レデンプトル・オミニス」（ラテン語 Redemptor hominis：人間のあがない主）において、「"イエスの聖心"と"聖母マリアの汚れなきみ心"の契り]を主題として説明している。なお、ヨハネ・パウロ2世は、1985年9月15日の「お告げの祈り」における説教の中で、「イエスとマリアのみ心の契り」(The Alliance of the Hearts of Jesus and Mary)という語を造り出した。なお、ヨハネ・パウロ2世は、1986年にポルトガルのファティマで開催されたイエスとマリアのみ心を主題にした国際会議で講演した。

## 神聖化の動き

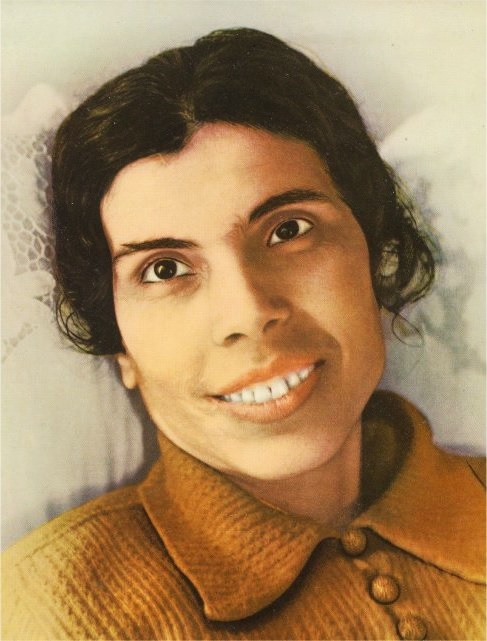
アレシャンドリナ・マリア・ダ・コスタ はイエスの幻視者として著名であり、ローマ教皇ピウス12世はこの幻視により、世界を「聖母マリアの汚れなきみ心」に奉献した。

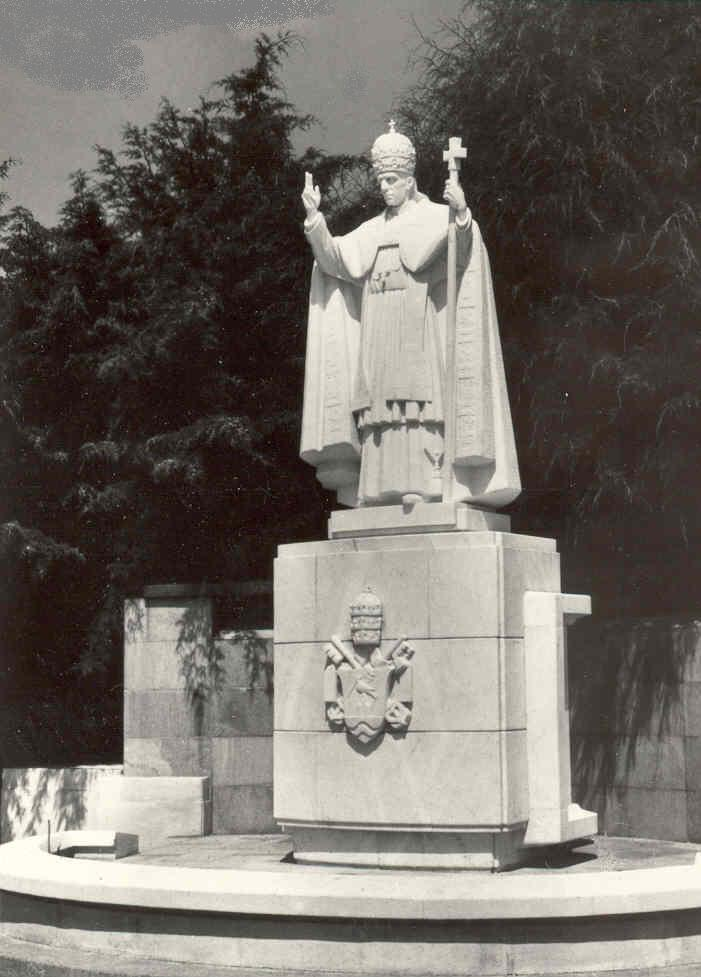
ファティマの「ローマ教皇ピウス12世」像　同教皇は、ロシアと世界を奉献した。「ちょうど数年前、私たちは、全ての人類を乙女マリアの汚れなきみ心、神の母に奉献いたしました。そして今日、私たちはロシアの人々を最も特別な儀をもって、ロシアの人々を聖母マリアの汚れなきみ心に奉献し、お任せいたします・・・」と像碑に書かれている。

1917年7月13日、ポルトガルにおいて「ファティマの聖母」の3度目の出現があったその間、伝えられるところによると聖母マリアが3人の牧童たちに「神は聖母マリアの汚れなきみ心に対し、世界的な奉献をすることをお望みです。」と言った。これは人類の魂が地獄に行くことを防ぎ、世界に平和をもたらすためで、そして、聖母はロシアを聖母の汚れなきみ心に奉献するよう求めてきたとされる。1952年、7月7日にローマ教皇ピウス12世は、自らの使徒的書簡「サクロ・ヴェルジェンテ・アンノ」（Sacro Vergente Anno：神聖な年として）にロシアを聖母乙女マリアに奉献すると記した。
ポルトガルのアレシャンドリナ・マリア・ダ・コスタは、イエス・キリストや聖母乙女マリアの私的な出現を何度も受け、その中でメッセージや予言を直接にイエス・キリストや聖母マリアから受けたとされる。1938年6月に、彼女の霊的な指導者マリアーノ・ピニャン(Mariano Pinho)神父の手による依頼文を基にした文書が、ポルトガルの数人の司教からローマ教皇ピウス11世に送られた。その文書は、教皇に対し、世界を汚れなきマリアの御心に奉献することを求めた内容であった。この当時、ローマ教皇庁の国務省担当であったエウジェニオ・パチェッリ枢機卿(Eugenio Pacelli)は後にローマ教皇ピウス12世となり、世界を汚れなきマリアの御心に奉献した。詳しくは「世界の奉献」(en:consecration of the worldを参照)。
1984年3月25日、ローマ教皇ヨハネ・パウロ2世は、この「世界の奉献」の求めに対し、それを満たすための動きをした。ヨハネ・パウロ2世が世界の奉献を厳粛に行った時、つまり、ロシアの奉献も暗黙のうちに含まれることになるが、バチカン宮殿のサン・ピエトロ広場へ臨時に「ファティマの奇蹟の聖母像」を置き、その像を前にして「マリアの汚れなきみ心」への奉献儀式を行った。洗足カルメル会の修道女 ルシア・ドス・サントスは、ファティマの聖母が出現した時において、唯一生き残った目撃者であるが、ルチアは、聖母マリアの要請である「ロシアのマリアの汚れなきみ心に対する奉献」が天によって受け入れられたこと、それゆえ、聖母マリアの要請が、2000年8月8日において、満たされたことを確信した、とした。ローマ教皇ヨハネ・パウロ2世は、この時、新たに始まる1000年のために、世界を「マリアの汚れなきみ心」へ委ねる儀式を行った。
2013年8月にローマ教皇フランシスコは、2013年の10月13日に、ファティマのロザリオの聖母像と、聖母マリアの日の祝賀の一部として、世界を聖母マリアの汚れなきみ心へ奉献すると発表した。

## 参照
- マリア神学
- 聖母マリア
- en:Consecration and entrustment to Mary
- en:Immaculate Mary
- 聖心
- en:Sisters, Servants of the Immaculate Heart of Mary
- en:Sorrowful and Immaculate Heart of Mary
- en:Pope Pius XII Consecration to the Immaculate Heart of Mary

## 注
1. ↑  ブログ風サイトではあるが、WP:RSにより、このサイトの記事は「自身の専門分野内について記述している著名な専門研究者記事の著者」に該当するため、例外と判断した。